# Mark Giordano
Mark Giordano, född 3 oktober 1983 i Toronto, Ontario, är en kanadensisk professionell ishockeyback som spelar för Toronto Maple Leafs i NHL.
Han har tidigare spelat för Seattle Kraken och Calgary Flames i NHL; HK Dynamo Moskva i Ryska superligan (RSL); Lowell Lock Monsters och Omaha Ak-Sar-Ben Knights i American Hockey League (AHL) samt Owen Sound Attack i Ontario Hockey League (OHL).
Giordano blev aldrig NHL-draftad.
Han har vunnit en NHL Foundation Player Award för säsongen 2015–2016. Tre säsonger senare blev han utsedd till NHL:s bästa back, när han fick motta James Norris Memorial Trophy. Säsongen efter vann han även en Mark Messier Leadership Award.
Mellan 2013 och 2021 var han lagkapten för Calgary Flames. Giordano blev vald av Seattle Kraken i NHL:s expansionsdraft 2021.

## Statistik
| 2001–2002  | Brampton Capitals        | OPJAHL     | 48   | 11  | 26  | 37  | 59  | —  | — | —  | —  | —  |
| 2002–2003  | Owen Sound Attack        | OHL        | 68   | 18  | 30  | 48  | 109 | 4  | 1 | 3  | 4  | 2  |
| 2003–2004  | Owen Sound Attack        | OHL        | 65   | 14  | 35  | 49  | 72  | 7  | 1 | 3  | 4  | 5  |
| 2004–2005  | Lowell Lock Monsters     | AHL        | 66   | 6   | 10  | 16  | 85  | 11 | 0 | 1  | 1  | 41 |
| 2005–2006  | Calgary Flames           | NHL        | 7    | 0   | 1   | 1   | 8   | —  | — | —  | —  | —  |
|            | Omaha Ak-Sar-Ben Knights | AHL        | 73   | 16  | 42  | 58  | 141 | —  | — | —  | —  | —  |
| 2006–2007  | Calgary Flames           | NHL        | 48   | 7   | 8   | 15  | 36  | 4  | 1 | 0  | 1  | 0  |
|            | Omaha Ak-Sar-Ben Knights | AHL        | 5    | 0   | 2   | 2   | 8   | 3  | 0 | 1  | 1  | 2  |
| 2007–2008  | HK Dynamo Moskva         | RSL        | 50   | 4   | 8   | 12  | 89  | 9  | 1 | 5  | 6  | 35 |
| 2008–2009  | Calgary Flames           | NHL        | 58   | 2   | 17  | 19  | 59  | —  | — | —  | —  | —  |
| 2009–2010  | Calgary Flames           | NHL        | 82   | 11  | 19  | 30  | 81  | —  | — | —  | —  | —  |
| 2010–2011  | Calgary Flames           | NHL        | 82   | 8   | 35  | 43  | 67  | —  | — | —  | —  | —  |
| 2011–2012  | Calgary Flames           | NHL        | 61   | 9   | 18  | 27  | 75  | —  | — | —  | —  | —  |
| 2012–2013  | Calgary Flames           | NHL        | 47   | 4   | 11  | 15  | 40  | —  | — | —  | —  | —  |
| 2013–2014  | Calgary Flames           | NHL        | 64   | 14  | 33  | 47  | 63  | —  | — | —  | —  | —  |
| 2014–2015  | Calgary Flames           | NHL        | 61   | 11  | 37  | 48  | 37  | —  | — | —  | —  | —  |
| 2015–2016  | Calgary Flames           | NHL        | 82   | 21  | 35  | 56  | 54  | —  | — | —  | —  | —  |
| 2016–2017  | Calgary Flames           | NHL        | 81   | 12  | 27  | 39  | 59  | 4  | 0 | 1  | 1  | 2  |
| 2017–2018  | Calgary Flames           | NHL        | 82   | 13  | 25  | 38  | 63  | —  | — | —  | —  | —  |
| 2018–2019  | Calgary Flames           | NHL        | 78   | 17  | 57  | 74  | 69  | 5  | 0 | 2  | 2  | 0  |
| 2019–2020  | Calgary Flames           | NHL        | 60   | 5   | 26  | 31  | 34  | 10 | 0 | 3  | 3  | 12 |
| 2020–2021  | Calgary Flames           | NHL        | 56   | 9   | 17  | 26  | 14  | —  | — | —  | —  | —  |
| 2021–2022  | Seattle Kraken           | NHL        | 55   | 6   | 17  | 23  | 47  | —  | — | —  | —  | —  |
|            | Toronto Maple Leafs      | NHL        | 20   | 2   | 10  | 12  | 10  | 7  | 0 | 2  | 2  | 6  |
| 2022–2023  | Toronto Maple Leafs      | NHL        | 78   | 4   | 20  | 24  | 53  | 11 | 0 | 2  | 2  | 7  |
| NHL totalt | NHL totalt               | NHL totalt | 1102 | 155 | 413 | 568 | 869 | 41 | 1 | 10 | 11 | 27 |
| AHL totalt | AHL totalt               | AHL totalt | 144  | 22  | 54  | 76  | 234 | 14 | 0 | 2  | 2  | 43 |
| OHL totalt | OHL totalt               | OHL totalt | 133  | 32  | 65  | 97  | 181 | 11 | 2 | 6  | 8  | 7  |

### Internationellt
| Källa: Uppdaterad: 2021-07-23 | Källa: Uppdaterad: 2021-07-23 | Källa: Uppdaterad: 2021-07-23 |         | Utv = Utvisningsminuter | Utv = Utvisningsminuter | Utv = Utvisningsminuter | Utv = Utvisningsminuter | Utv = Utvisningsminuter |
| År                            | Lag                           | Mästerskap                    | Matcher | Mål                     | Assists                 | Poäng                   | Utv                     |                         |
| ----------------------------- | ----------------------------- | ----------------------------- | ------- | ----------------------- | ----------------------- | ----------------------- | ----------------------- | ----------------------- |
| 2010                          | Kanada                        | VM                            | 7       | 3                       | 1                       | 4                       | 10                      |                         |
| Senior totalt                 | Senior totalt                 | Senior totalt                 | 7       | 3                       | 1                       | 4                       | 10                      |                         |